# HTC Touch Pro2
HTC Touch Pro2，產品代號Rhodium，從名字可以看出是HTC Touch Pro的升級版，是台灣宏達電公司所推出的旗艦級智慧型手機，搭載微軟 Windows Mobile 6.1，是一種具有3D立體觸控介面（TouchFLO）的手機。2009年2月16日發表，目前是宏達電Touch家族旗下的最高端型號。

## 技術規格
- 處理器：Qualcomm MSM7200A 528MHz
- 作業系統：Windows Mobile 6.1 Professional
- 記憶體：ROM：512MB，RAM：288MB
- 尺寸：116mm X 59.2mm X 17.25mm
- 重量：175g（含電池）
- 螢幕：WVGA 解析度、3.6 吋 TFT-LCD 平面式觸控感應螢幕
- 網路：GSM/WCDMA/HSDPA/HSUPA
- 藍牙：2.0 with EDR
- GPS：配備GPS及A-GPS
- Wi-Fi：IEEE 802.11 b/g
- 電池：1500mAh充電式鋰或鋰聚合物電池

## 外部連結
- HTC Touch Pro2 概觀[永久]
- HTC Touch Pro2 技術規格[永久]
- HTC Touch Pro2 硬件评测